# تای شرایدن
تای کایل شریدان (به انگلیسی: Tye Kayle Sheridan) (زادهٔ ۱۱ نوامبر ۱۹۹۶ در الکهارت، تگزاس) بازیگر و تهیه‌کننده اهل آمریکا است که بیشتر به خاطر نقش‌آفرینی شخصیت اسکات سامرز / سایکلاپس جوان در مجموعه فیلم‌های مردان ایکس شناخته شده‌است و همچنین از فیلم‌های دیگر وی می‌توان از درخت زندگی، ماد، جو، جاعل، پرنده‌های زرد، سن بیرون، آخرین روزها در بیابان و بازیکن شماره یک آماده نام برد.